# Rio Baciu (Râul Doamnei)
O Rio Baciu é um rio da Romênia afluente do rio Văsălatu, localizado no distrito de Argeş.